# Szabálcs
Szabálcs (Zăbalț) település Romániában, a Partiumban, Arad megyében.

## Fekvése
Lippától délkeletre fekvő település.

## Története
Szabálcs, Szabadfalu nevét 1440-ben említette először oklevél Zabadfalw néven, mint Solymos vár 83. tartozékát. 1597-ben Sabacz, 1808-ban Zabálcs, 1888-ban Zabalcz, 1913-ban Szabálcs néven írták.
1851-ben Fényes Elek írta a településről: „Zabalcz, Krassó vármegyében, Temes vármegye szélén, 5 katholikus, 635 óhitü lakossal, anyatemplommal. Határa felette hegyes és sziklás, ... Földesura a kamara.”
1910-ben 746 lakosából 710 román, 19 magyar, 12 német volt. Ebből 698 görögkeleti ortodox, 34 római katolikus volt.
A trianoni békeszerződés előtt Krassó-Szörény vármegye Marosi járásához tartozott.

## Nevezetességek
- Ortodox fatemploma 1847–49 között épült.[2]